# Tu ne tueras point (film, 1922)
Pour les articles homonymes, voir Tu ne tueras point et The Trap.
Pour plus de détails, voir Fiche technique et Distribution.
Tu ne tueras point (titre original : The Trap) est un film muet américain de Robert Thornby, sorti en 1922.

## Fiche technique
- Titre original : The Trap
- Titre français : Tu ne tueras point
- Réalisation : Robert Thornby
- Scénario : Lon Chaney, Lucien Hubbard, George C. Hull, Irving Thalberg
- Photographie : Virgil Miller
- Producteur : Irving Thalberg
- Société de production : Universal Film Manufacturing Company
- Pays d'origine :  États-Unis
- Format : Noir et blanc — 35 mm — 1,33:1 — Muet
- Genre : Film dramatique
- Durée : 60 minutes (1 h 0)
- Dates de sortie : 
  -  États-Unis : 9 mai 1922

## Distribution
- Lon Chaney : Gaspard le Bon
- Alan Hale : Benson
- Dagmar Godowsky : Thalie
- Stanley Goethals : Le garçon
- Irene Rich : Le professeur
- Spottiswoode Aitken : Le facteur
- Herbert Standing : Le prêtre
- Frank Campeau : Le sergent de police

Acteurs non crédités
- Lon Chaney Jr. : les mains d'un garçon
- Dick Sutherland : Big Pierre, l'intimidateur